# Austroeupatorium inulifolium
Austroeupatorium inulifolium,  es una especie de planta con flor de la familia de las Asteráceas considerada como maleza. Es originaria de Argentina, Uruguay, Brasil, Paraguay, Bolivia, Colombia, Ecuador, Perú, Guyana, Venezuela y Panamá.

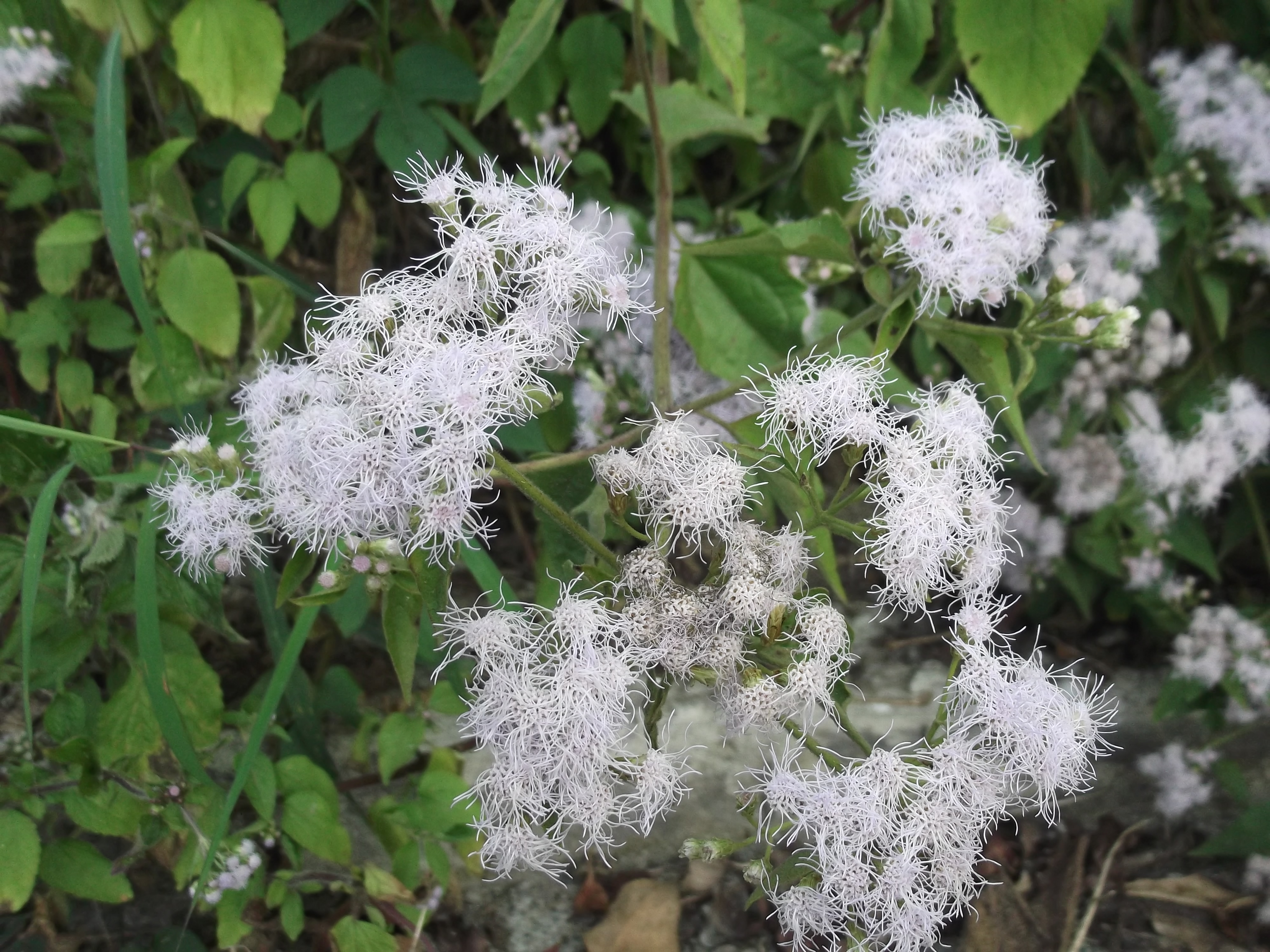
Inflorescencia

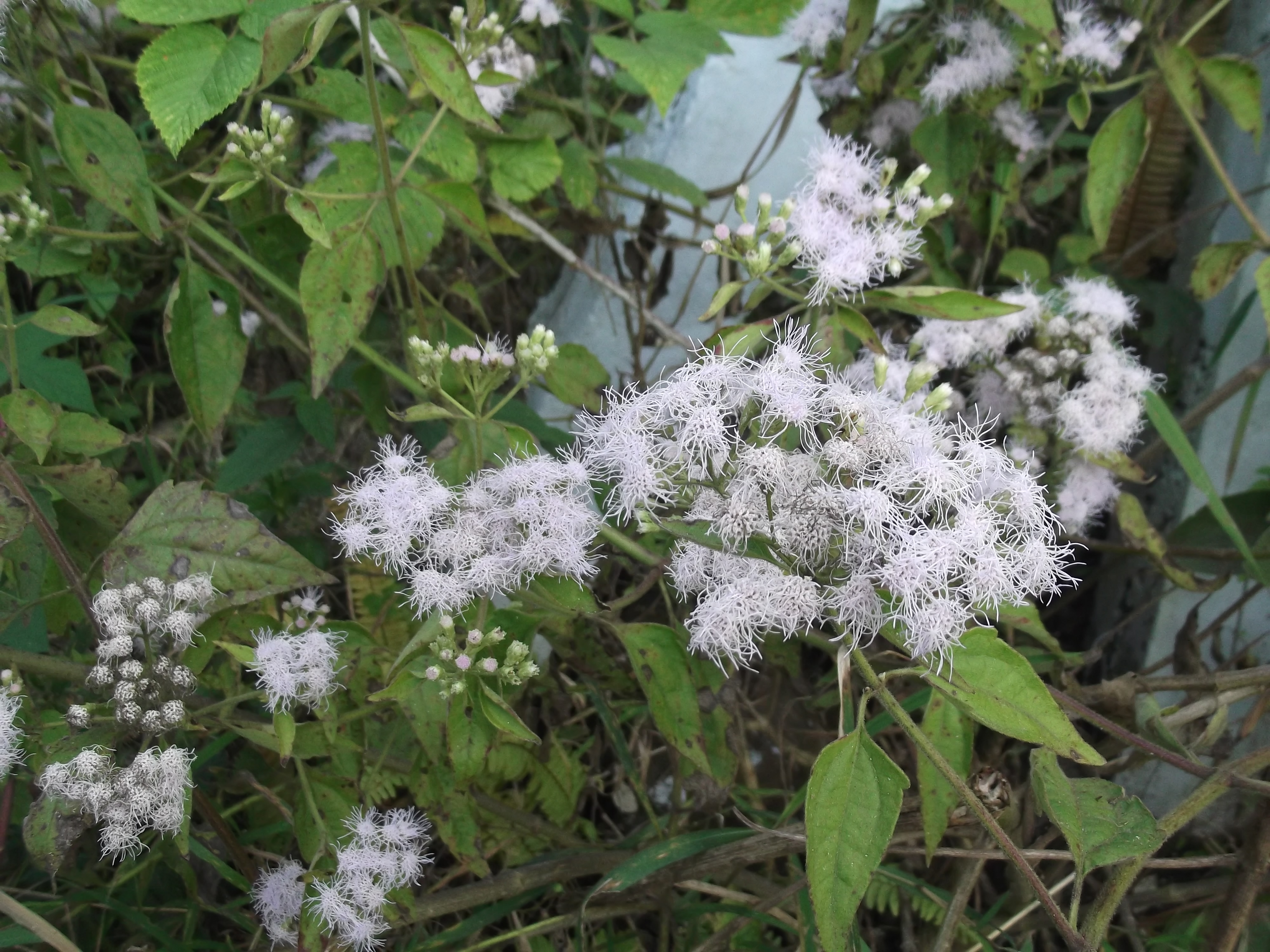
Inflorescencia

## Nombres comunes
En Argentina se la conoce como mariposera o mariposera blanca, por la gran cantidad de insectos que atraen sus flores, particularmente mariposas.

## Descripción
Es una planta herbácea perenne que alcanza 1-3 m de altura, se encuentra en zonas húmedas, pantanosas o encharcadas. 
Atrae a mariposas, abejas y otros insectos que se alimentan de su néctar. La planta tiene varios tallos erectos o estriados. Las ramas superiores son de color rojo-púrpura.  Las hojas son simples, ovadas a estrechamente oblongas; abajo opuestas, y alternadas arriba, el peciolo es de 1-2 cm, puberulento, de 7-14 cm por 2-6 mm; acuminadas en el ápice y decurrentes en la base. Los márgenes son serrulados a serrados, con tres nervaduras, haz estrigoso, el envés es puberulento. 
Las flores son rosadas, dispuestas en panículas y en cimas corimbiformes, terminales o asomando de los nudos superiores. Las inflorescencias se hallan rodeadas por 12 a 18 brácteas del involucro, imbricadas, cilíndrico-obcónicas, en 3 a 4  series, persistentes, 3-5-estriados, elípticas a ovadas. Cada inflorescencia presenta de 7 a 13 flores, con corola blanca, bisexuales, con el tubo angosto de aproximadamente 4 mm de longitud y los lóbulos triangulares, glabros o glandulares. Las anteras, incluidas. El fruto es una cipsela negra y glabra.

## Uso medicinal
El doctorcito, en el norte argentino y Paraguay, es utilizado para combatir problemas (cólicos, dolores, acidez) en el sistema digestivo por sus propiedades antiespasmódicas. También es utilizado como depurador de la sangre para disminuir el contenido de azúcar en ella (diabetes) y en baños de asiento para hemorroides. Es preparado como infusión principalmente de hojas y tallos, aunque toda la planta puede ser utilizada. La cantidad recomendada para las infusiones es de 25 a 30 gramos de doctorcito. Las hojas pueden ser agregadas directamente al mate o al tereré.

## Taxonomía
Austroeupatorium inulifolium fue descrita por (Kunth) R.M.King & H.Rob.  y publicado en Phytologia 19(7): 434. 1970.
Sinonimia
- Austroeupatorium entreriense (Hieron.) R.M.King & H.Rob.
- Eupatorium cinereum Wall. ex Griseb.
- Eupatorium entreriense Hieron.
- Eupatorium horsfieldii Miq.
- Eupatorium javanicum Boerl.
- Eupatorium molle Kunth
- Eupatorium orgyale DC.
- Eupatorium pallescens DC.
- Eupatorium pallidum Hook. & Arn.
- Eupatorium paranense Hook. & Arn.
- Eupatorium suaveolens Kunth
- Uncasia pallescens (DC.) Greene[3]